# مجینه
مجینه، روستایی از توابع بخش مرکزی شهرستان زنجان در استان زنجان ایران است.در12کیلومتری استان زنجان.

## جمعیت
این روستا در دهستان زنجانرودبالا قرار دارد و براساس سرشماری مرکز آمار ایران در سال ۱۳۸۵، جمعیت آن ۳۶۶ نفر (۸۸خانوار) بوده‌است.